# 第47回ニューヨーク映画批評家協会賞
第47回ニューヨーク映画批評家協会賞は、1981年の優秀な映画に贈られた賞である。1981年12月21日に発表され、1982年1月31日に贈られた。

## 受賞
- 作品賞:
  - 『レッズ』

- 主演男優賞:
  - バート・ランカスター - 『アトランティック・シティ』

- 主演女優賞:
  - グレンダ・ジャクソン - 『スティービー』

- 助演男優賞:
  - ジョン・ギールグッド - 『ミスター・アーサー』

- 助演女優賞:
  - モナ・ウォッシュボーン - 『スティービー』

- 監督賞:
  - シドニー・ルメット - 『プリンス・オブ・シティ』

- 脚本賞:
  - ジョン・グアーレ - 『アトランティック・シティ』

- 撮影賞:
  - デヴィッド・ワトキン - 『炎のランナー』

- 外国語映画賞:
  - ピショット

- 特別賞:
  - ケヴィン・ブラウンロー、デヴィッド・ギル、アンジェイ・ワイダ、クシシュトフ・ザヌッシ